# 白鲸
白鯨（学名：Delphinapterus leucas），又称贝鲁卡鲸，为一角鲸科白鲸属的唯一物种，以多變化的叫聲與豐富的臉部表情聞名，早期的捕鯨者稱之為「海中金絲雀」。
白鯨廣泛分布於北極與亞北極地區，自古以來牠們一直是北極地區人類社會的重要商品，為當地原住民提供了食物、燃油、皮革等物資，牠們的活力與適應力、特殊的外貌、易受吸引的天性、以及可接受訓練等因素，使其成為海洋世界的明星之一。幾個白鯨集中的地區已成為賞鯨聖地，包括加拿大東部的聖勞倫斯河下游與哈德遜灣西部的邱吉爾河河口。
白鯨的潛水能力相當強，對於北極的浮冰環境有很好的適應力。

## 基本資料
白鯨一般出生時身長1.5—1.6米，重80—100公斤。白鯨的雄性成體最大可長達4.2—4.9米，重達1100—1600公斤，而雌性成體最大可長達3.9—4.3米，重達700—1200公斤。白鯨一般的壽命可達60—70年。英文名來自俄羅斯語中的，意指白色。

## 外型特徵
白鯨的身體中央橫斷面大致呈圓型，往兩端逐漸變細，當牠們在覓食時，其軀幹尤其顯得肥胖圓潤。白鯨的頭部與其他鯨目動物大不相同，額隆（melon）極為鼓起而突出，曾有一學者形容為「充滿溫暖油脂的氣球」（a balloon filled with warm lard）。白鯨可以自由改變額隆的形狀，推測可能是藉著移動內部氣竇（sinus）的空氣來產生形狀上的變化。因為牠們的頸椎癒合程度比其他鯨目動物來得低，所以能以較大的幅度轉動頭部或點頭。嘴短而寬，不像許多海豚一般有突出的吻突，嘴部可產生皺摺。腹部與側面凹凸不平，內部充滿脂肪。不具背鰭，但在背脊的位置有狹窄的背部隆起。胸鰭寬闊，大型雄鯨的胸鰭尖端上翹。尾鰭會隨年齡增長而變得華美，成年雄鯨在後緣有明顯如凸面鏡般的凸起。上、下顎各有八至九颗似釘狀的牙齒，但年老個體有時會磨損至隱沒於牙床之下。
年輕白鯨渾身呈灰色，隨著年齡增長而逐漸轉淡，最終除了背脊與胸、尾鰭邊緣有暗色沉積外，全身皆為白色。成鯨的白色皮膚有時會在夏季發情時帶有淡黃色色調，但在蛻皮（molt）後即消失。

## 分布

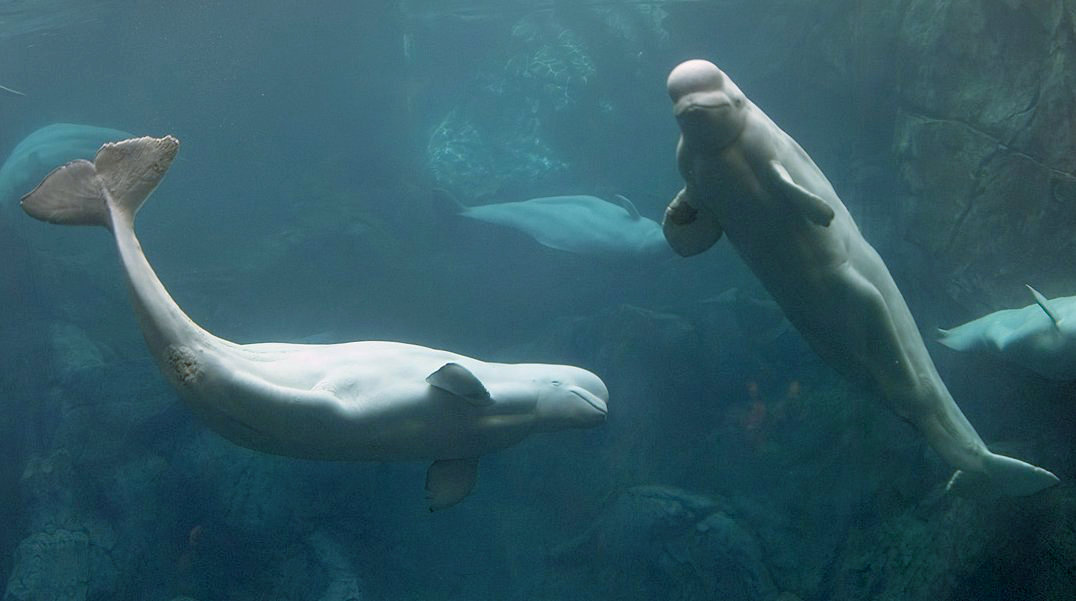
兩頭於美國喬治亞州喬治亞水族館內的白鯨

白鯨大致呈環北極區分布，主要集中於北緯50度至80度之間。白鯨有高度的戀出生地性（philopatry），會有每年回到當初母鯨生產的地方的習性，在雌鯨身上尤其明顯。到了秋季，白鯨因為浮冰層擴張的關係會遠離海灣與河口，冬季主要在冰層邊緣或僅有少量浮冰的開闊海域形成大群體。牠們無論是在容易擱淺的河口，或是中深層海域的海溝皆能自在游泳，估計可潛至800公尺深處。

## 習性
白鯨具高度群居性，會形成個體間聯繫極為緊密的群體，通常由同一性別與年齡層的白鯨所組成，另外也有規模較小的母子對白鯨族群。沒有獵人或天敵威脅時，在河口三角洲水域白鯨可聚集達數千頭以上。白鯨能發出多種變化多端的聲音，包括旋轉的顫音、嘎嘎叫、似鐘聲、尖銳的啪啪聲（可能由拍擊顎部所產生）、與近似推動生銹門板的聲音。一位早期的鯨類學者Bill Schevill曾如此描述牠們：「高音的共鳴哨聲與尖叫，多變的滴答聲與咯咯聲，讓人聯想到一隊交響樂隊，有時又有如貓叫或小鳥的啁啾聲。」牠們的聲音有時會讓人誤以為遠方有一群小孩在叫囂。對野生白鯨而言，最大的天敵是虎鯨與北極熊，也包括人類。北極熊會快速地跑到白鯨受困於冰層的地區，以其強力的前掌給予重擊後再把牠們拖到冰上食用。白鯨是相當好奇的動物，常會浮窺（spyhopping）與鯨尾擊浪（lobtailing），但似乎從不躍身擊浪（breaching）。充滿霧氣的噴氣（blow）低矮而不明顯。

## 生殖
繁殖期會隨所處地區而有不同。普遍來說，受孕多發生於冬末或夏季，阿拉斯加族群為二月底至四月初；東加拿大與西格陵蘭族群為五月。據可信的統計資料顯示，懷孕期可能自不滿一年至14.5個月之久。白鯨的哺育期長達兩年，之後仍會待在母親身邊相當長的時間。生殖間隔平均約為三年。

## 食性
白鯨的食性隨地區與季節性獵物的數量而有不同。檢測各地區白鲸族群發現，白鯨會食用各種海洋生物，包括魚類（鮭魚、鱈魚、鯡魚等）、頭足類（魷魚、章魚等）、甲殼類（蝦、蟹）、海蟲、甚至大型浮游生物在內。

## 現狀

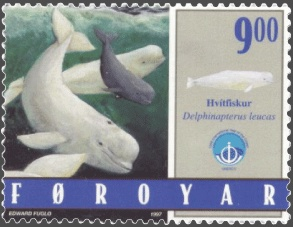
法羅群島的白鯨紀念郵票

雖然現今北極地區仍有100,000頭以上的白鯨，但過去牠們的數量比現在要多得更多，在商業捕鯨滅絕部分族群之前。今日數量最多的地方包括波福海（Beaufort Sea），約40,000頭；加拿大東部的高緯地區，約28,000頭；哈德遜灣西部，約25,000頭；與白令海東部。上述四個地區雖然仍有當地居民的捕獵，但其數量大致仍保持穩定。相較之下，其他族群已面臨危險且仍遭獵殺，這些地區包含Cook Inlet、Ungava Bay、以及巴芬島（Buffin Island）東南部分與西格陵蘭。生活於聖勞倫斯河族群體內有高汙染物的積累，罹癌率也高，部分過去為重要白鯨集散地的河口三角洲，現今為乘快艇的獵人所佔據，已不再能支持大族群的分布。為了白鯨的保育，大多數地區都已有嚴格的捕獵管制。

### 引用
1. ↑  Jefferson, T.A., Karczmarski, L., Laidre, K., O’Corry-Crowe, G., Reeves, R.R., Rojas-Bracho, L., Secchi, E.R., Slooten, E., Smith, B.D., Wang, J.Y. & Zhou, K. . The IUCN Red List of Threatened Species 2008.   [2009-10-02] （英语）.